# Omphaloscelis olivacea
Omphaloscelis olivacea là một loài bướm đêm trong họ Noctuidae.